# Tinsman
Tinsman est une municipalité du comté de Calhoun, dans l’État de l’Arkansas aux États-Unis.

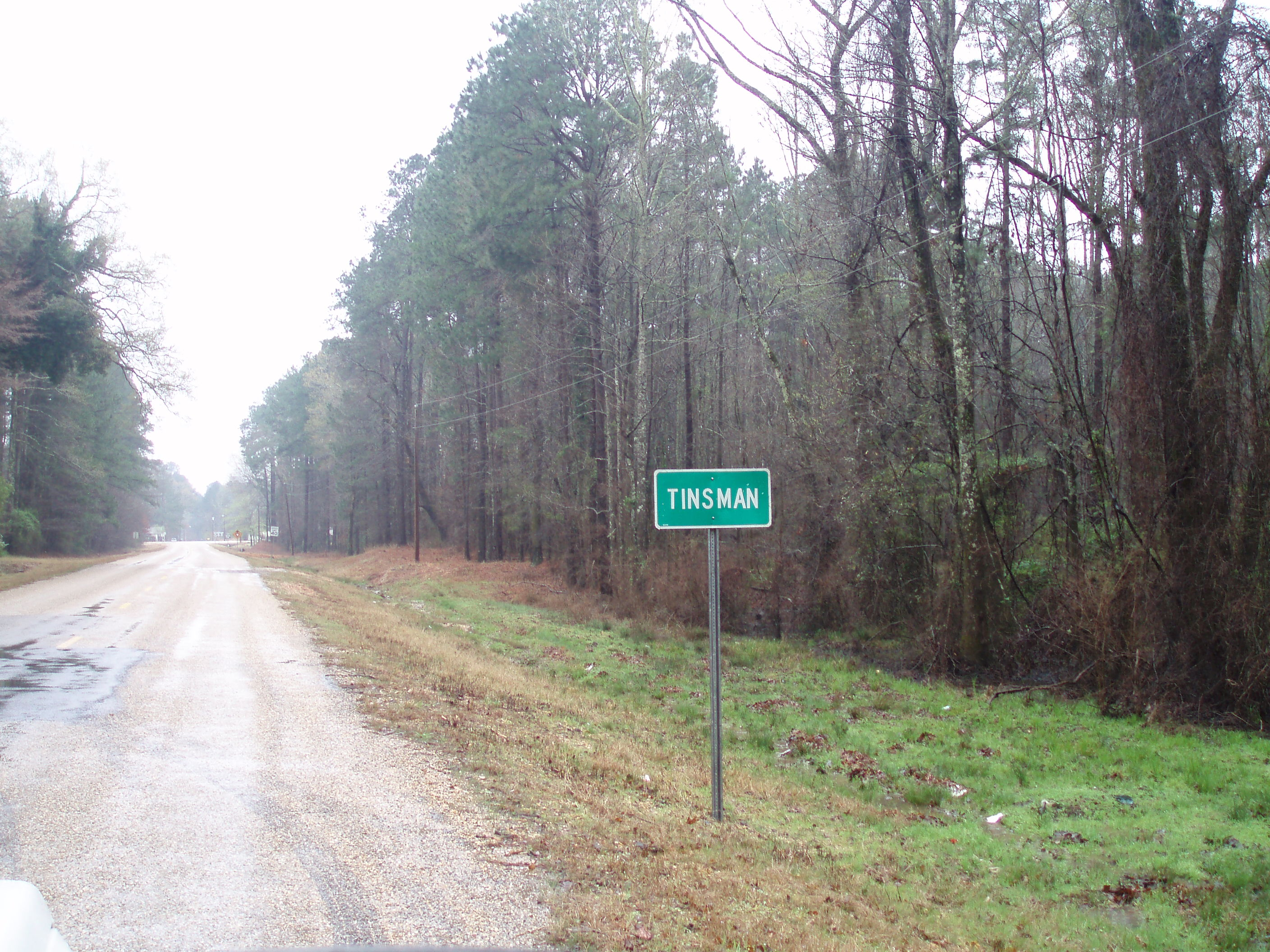
Pancarte à l'entrée de Tinsman

## Démographie
| 1920 | 1930 | 1970 | 1980 | 1990 | 2000 | 2010 | - |
| ---- | ---- | ---- | ---- | ---- | ---- | ---- | - |
| 248  | 177  | 113  | 112  | 69   | 75   | 54   | - |